# Fissistigma
Fissistigma é um género botânico pertencente à família Annonaceae.